# 张学成
张学成（1902年—1931年11月），字铸卿，张学良堂弟，张作霖阵亡的二哥张作孚之子。

## 生平
其父張作孚陣亡，自幼被张作霖抚养成人，恩同父子。
1919年与张学良同期就读于奉天讲武堂第一期。毕业后，与其弟张学文一同被张作霖送到日本陆军大学留学深造，归国后张作霖提拔张学成为卫队营营长，不久，又提拔他担任团长、旅长。
1928年，张作霖在皇姑屯事件被日軍刺殺，张学成投靠石友三，中原大战时石友三部失败後逃至天津。
1931年9月奉天事变，日軍侵略奉天，张学成从天津奔回奉天，投靠日军，被任命为东北自卫军总司令。
1931年11月，张学良恨其不顧日本的國仇家恨，「自甘墮落」，下令剿杀张学成。张学成被辽宁公安骑兵熊正平、米春霖部击毙于锦州附近的高山子。